# Wojciech Żogała
Wojciech Żogała (ur. 21 listopada 1965 w Tychach) – polski scenograf filmowy i dekorator wnętrz.
Absolwent Wydziału Reżyserii PWSFTviT w Łodzi. Trzykrotny laureat Nagrody za scenografię na Festiwalu Polskich Filmów Fabularnych, sześciokrotnie nominowany do Polskiej Nagrody Filmowej, Orzeł w kategorii najlepsza scenografia, laureat Nagrody za scenografię na Krajowym Festiwalu Polskiego Radia i Teatru TV "Dwa Teatry" oraz laureat dwóch nagród na Festiwalu Polskich Wideoklipów "Yach Film". Laureat Nagrody Prezydenta Miasta Łodzi w dziedzinie kultury. Członek Europejskiej Akademii Filmowej.

## Wybrana filmografia
jako autor scenografii:
- Rozmowa z człowiekiem z szafy (1993)
- Edi (2002)
- Mistrz (2005)
- Z odzysku (2005)
- Wiosna 1941 (2008)
- To nie tak, jak myślisz, kotku (2008)
- Zero (2009)
- W imieniu diabła (2011)
- Mój rower (2012)
- Ambassada (2013)
- Bogowie (2014)
- Sztuka kochania. Historia Michaliny Wisłockiej  (2017)
- Człowiek z magicznym pudełkiem (2017)
- Kurier (2019)

## Nagrody i nominacje
- 1998 - Nagroda za aranżację przestrzeni w teledysku Smycz zespołu Maanam na VII Festiwalu Polskich Wideoklipów "Yach Film"
- 2000 - Nagroda za aranżację przestrzeni w teledysku Bal wszystkich świętych zespołu Budka Suflera na IX Festiwalu Polskich Wideoklipów "Yach Film"
- 2002 - Nagroda za scenografię do filmu Edi na Festiwalu Polskich Filmów Fabularnych w Gdyni
- 2003 - nominacja do Polskiej Nagrody Filmowej, Orzeł za scenografię do filmu Edi
- 2005 - Nagroda za scenografię do filmu Mistrz na Festiwalu Polskich Filmów Fabularnych w Gdyni
- 2006 - nominacja do Polskiej Nagrody Filmowej, Orzeł za scenografię do filmu Mistrz
- 2010 - Nagroda za scenografię do spektaklu Wróg ludu na Krajowym Festiwalu Polskiego Radia i Teatru TV "Dwa Teatry"
- 2013 - nominacja do Polskiej Nagrody Filmowej, Orzeł za scenografię do filmu Mój rower
- 2013 - Nagroda im. Wojciecha Jerzego Hasa
- 2014 - Nagroda za scenografię do filmu Bogowie na Festiwalu Filmowym w Gdyni
- 2015 - nominacja do Polskiej Nagrody Filmowej, Orzeł za scenografię do filmu Bogowie
- 2018 - nominacja do Polskiej Nagrody Filmowej, Orzeł za scenografię do filmu Człowiek z magicznym pudełkiem
- 2018 - nominacja do Polskiej Nagrody Filmowej, Orzeł za scenografię Sztuka Kochania. Historia Michaliny Wisłockiej
- 2019 - Nagroda za scenografię do spektaklu "Dołęga Mostowicz. Kiedy zamykam oczy" na Krajowym Festiwalu Polskiego Radia i Teatru TV "Dwa Teatry"